# 로널드 로버트슨

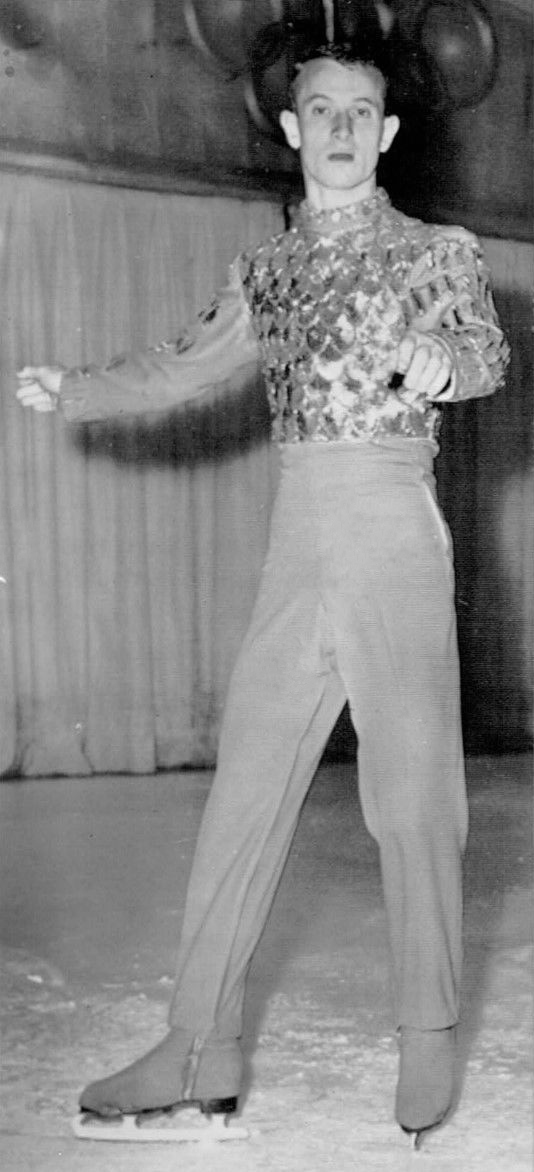

로널드 로니 로버트슨(1937년 9월 25일 - 2000년 2월 4일)은 미국의 피겨 스케이팅 선수였다.
그는 1956년 동계 올림픽에서 은메달을 획득하고 세계 피겨 스케이팅 선수권 대회에서 은메달을 2번 획득했다.
그는 유럽 여행에 과도한 비용을 독일 피겨 스케이팅 연맹 혐의로 기소된후 거의 실격된 1956년 전미국 선수권 대회 이후 현역에서 은퇴했다.
해군 건축가인 그의 아버지 앨버트 로버트슨은 아들의 자격을 박탈하려고한 헤이스 앨런 젱킨스를 비난했다.
1950년에, 그는 또한 아마추어 경력에 자금을 도운 탭 헌터와 밀접한 개인과 성적인 관계가 있었다.
로버트슨은 귀스타브 루시의 지도를 받았다.
로버트슨의 선수 경력도 텔레비전에서 잘 알려졌다.
그는 1957년에 《에드 설리번 쇼》에 출연했고, 자신의 빨리 감기 수직 스핀이 "빠른 선풍기보다"로 기술되었다.
그는 또한 그 해 미키 마우스 클럽에 나타났다.
로니 로버트슨은 폐렴의 합병증으로 2000년 2월 4일에 캘리포니아주 파운틴 밸리의 한 병원에서 사망했다.

## 대회 성적
| Event            | 1953 | 1954 | 1955 | 1956 |
| ---------------- | ---- | ---- | ---- | ---- |
| 동계 올림픽      |      |      |      | 2nd  |
| 세계 선수권 대회 | 4th  | 5th  | 2nd  | 2nd  |

## 참조
- Skatabase: 1950년대 올림픽 기록[깨진 링크(과거 내용 찾기)]
- Skatabase: 1950년대 세계 기록[깨진 링크(과거 내용 찾기)]